# William Harrison Riker
William Harrison Riker (* 22. September 1920 in Des Moines, Iowa; † 26. Juni 1993) war ein US-amerikanischer Politikwissenschaftler. Zu seinen Fachgebieten zählten Spieltheorie und die Theorie des Föderalismus.

## Leben und Wirken
Riker promovierte 1948 an der Harvard University. Anschließend lehrte er an der Lawrence University in Appleton (Wisconsin). In dieser Zeit veröffentlichte er sein Hauptwerk The Theory of Political Coalitions. Seit 1962 war er Mitglied der University of Rochester in Rochester (New York). In dieser Zeit leistete er einen Beitrag zu Duvergers Gesetz. 1974 wurde er in die National Academy of Sciences, 1975 in die American Academy of Arts and Sciences gewählt. Er amtierte 1982/83 als Präsident der American Political Science Association (APSA).

## Schriften (Auswahl)
- The theory of political coalitions. Greenwood Press, Westport, Conn. 1984, ISBN 0-313-24299-2 (EA New Haven 1962)
- Liberalism Against Populism. W. H. Freeman, San Francisco 1982, ISBN 9780716712459